# カルロス・コロン
カルロス・コロン（Carlos Colón、本名：Carlos Edwin Colón Gonzalez、1948年7月18日 - ）は、プエルトリコ出身の元プロレスラー、現プロモーター。プエルトリコのプロレス団体WWCの主宰者として知られる。
元WWEスーパースターのカリートとディエゴは彼の息子であり、フェルナンドは甥である。日本では「カーロス・コロン」とも表記された。

## 来歴
少年時代の1961年に一家でニューヨークのブルックリンに移住後、アントニオ・ロッカとミゲル・ペレスのコーチを受け、1966年2月16日にWWWF圏のマサチューセッツ州ボストンにてデビュー。アフリカ系ラテンアメリカ人のベビーフェイスとして活動し、アメリカ東部をはじめカナダのモントリオールにも遠征。WWWFでは1968年から1969年にかけて、ゴリラ・モンスーン、ケンタッキー・ブッチャー、ブル・ラモス、バロン・シクルナ、ギロチン・ゴードン、ルーク・グラハム、ブルドッグ・ブラワー、キラー・コワルスキー、プロフェッサー・タナカなどのヒール勢と対戦、タッグではビクター・リベラとのプエルトリカン・コンビで活躍した。
チーフ・ブラック・イーグル（Chief Black Eagle）を名乗りブラック・インディアンのギミックでも活動しており、1971年7月には、このリングネームで国際プロレスに初来日している。同時期、カルガリーのスタンピード・レスリングではカルロス・ベラフォンテ（Carlos Belafonte）の名義で活動、アンガス・キャンベル、クルト・フォン・ヘス、ギル・ヘイズ、キラー・トーア・カマタと抗争を展開した。 
1973年9月、WWWF時代の盟友モンスーンやビクター・ジョビカと共に、故郷のプエルトリコにてWWCの母体であるキャピトル・スポーツ・プロモーションズ（Capitol Sports Promotions）を設立。以降、本名のカルロス・コロン（Carlos Colón）をリングネームに同団体のプロモーター兼エースとなり、アーニー・ラッド、ザ・スポイラー、オックス・ベーカー、アブドーラ・ザ・ブッチャー、キラー・カール・クラップ、モンゴリアン・ストンパー、ブルドッグ・ドン・ケントらを相手に、1980年代初頭にかけて北米ヘビー級王座やプエルトリコ・ヘビー級王座を争った。
この間、日本には1976年2月にカルロス・コロンとして国際プロレスに再来日（表記は「カルロス・コーラン」）。カルガリーでの抗争相手だったカマタのパートナーとなってヒールを演じ、3月13日に茨城県境町にてグレート草津&マイティ井上のIWA世界タッグ王座に挑戦した。1979年8月にはブッチャーやボボ・ブラジルとのブラック・パワー軍団の一員として全日本プロレスに初参戦。8月24日の帯広大会ではブラジルと組んで極道コンビ（グレート小鹿&大熊元司）のアジアタッグ王座に挑戦し、8月31日には大阪府立体育館にてミル・マスカラスとシングルマッチで対戦している。

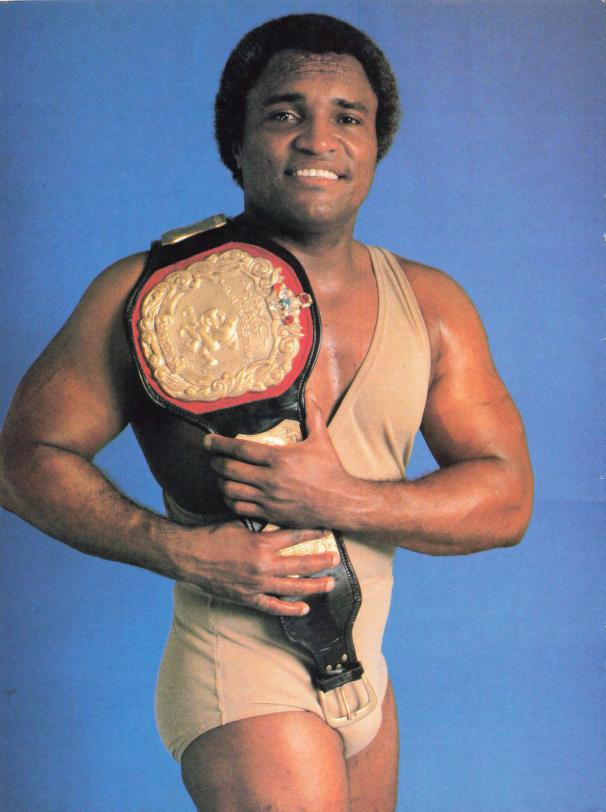
1983年

1980年代もプエルトリコの帝王として活躍し、1982年7月には新設されたWWC世界ヘビー級王座をブッチャーから奪取して第2代王者となった。当時のNWA世界ヘビー級王者もプエルトリコに招聘し、1983年9月17日にはハーリー・レイス、同年12月18日にはリック・フレアーとダブル・タイトルマッチを行っている。フレアー戦の後、同王座は「WWCユニバーサル・ヘビー級王座」と改称され、以降WWCのフラッグシップ・タイトルとして、ブルーザー・ブロディ、スタン・ハンセン、タリー・ブランチャード、ボリス・ズーコフ、アファ・アノアイなどをチャレンジャーに防衛を重ねた。1985年2月にドリー・ファンク・ジュニアに奪われるが同年6月に奪還。翌1986年4月に負傷のためタイトルを返上するも、9月21日のトーナメント決勝でテリー・ファンクを破り、王座に返り咲いた。1988年8月20日にはロン・スター、1989年3月1日にはジェイソン・ザ・テリブルを下して、TV王座にも戴冠している。
1990年代より旧友モンスーンの仲介で古巣のWWFと提携し、1993年1月24日のロイヤルランブルにも出場。以降もサビオ・ベガやミゲル・ペレス・ジュニアをWWFにブッキングした。本拠地WWCではディック・マードック、グレッグ・バレンタイン、メイブルらとユニバーサル王座を巡り激闘を展開、1999年末まで（前身タイトルのWWC世界ヘビー級王座も含め）通算26回に渡って同王座に戴冠した。
2000年代に入ると息子のカーリー・コロン（カリート）にWWCエースの座を譲り、自身はプロモート業に注力する一方、ハードコア戦線にも進出。2001年1月6日、ブッチャー&ワンマン・ギャングとのトリプルスレットマッチを制し、WWCハードコア王座の初代チャンピオンとなった。
息子たちがWWEで活躍していた当時は自身もWWEの番組や興行に時折登場し、2005年8月26日にはプエルトリコで開催されたRAWにてカリートがホストを務める『カリートズ・カバナ』にゲスト出演。2006年9月11日のマディソン・スクエア・ガーデンにおけるRAWにも登場した。2008年7月19日に現役引退を公式に表明し、以降はWWCの運営に専念している。
2014年、WWE殿堂に迎えられた。

## 得意技
- ベリー・トゥー・ベリー・スープレックス
- フィギュア・フォー・レッグロック
- ドロップキック
- ヘッドバット

## 獲得タイトル
スタンピード・レスリング
- NWAインターナショナル・タッグ王座（カルガリー版）：1回（w / ジノ・カルーソ）[18]

ワールド・レスリング・カウンシル
- WWC世界ヘビー級王座 / WWCユニバーサル・ヘビー級王座：26回[13]
- WWC世界ジュニアヘビー級王座：1回[19]
- WWC世界タッグ王座：3回（w / ホセ・リベラ、ペドロ・モラレス、インベーダー1号）[20]
- WWCプエルトリコ・ヘビー級王座：9回[8]
- WWC北米ヘビー級王座：8回[7]
- WWC北米タッグ王座：11回（w / ミゲル・ペレス×2、ホセ・リベラ×2、ジノ・カルーソ、カウボーイ・ボブ・エリス、ビクター・ジョビカ、チーフ・サンダー・クラウド、ウラカン・カスティーヨ、エリック・フローリッチ、インベーダー1号）[21]
- WWC TV王座：4回[14]
- WWCハードコア王座：2回[16]

ワールド・レスリング・エンターテインメント
- WWE殿堂：2014年度[17]